# Store Antiller
De Store Antiller er Cuba, Jamaica, Hispaniola (bestående af Haiti på vestsiden og den Dominikanske Republik på østsiden) og Puerto Rico.
Øerne i det Caribiske Hav, tilsammen kendt som Caribien, klassificeres efter størrelse og placering i Bahamas, de Små Antiller og de Store Antiller. Klassificeret efter sprog, samhørighed og tradition anses de også for at være en del af Latinamerika.
- Wikimedia Commons har flere filer relateret til Store Antiller

21°59′00″N 79°02′00″V / 21.983333333333°N 79.033333333333°V